# Pedro (жевательная резинка)
Pedro — жевательная резинка со фруктовым вкусом, выпускалась в ЧССР фирмой Velim в посёлке Велим в 8 км к западу от Колина. На обёртке был изображён мальчик в сомбреро. Цена жевательной резинки составляла ровно 1 крону ЧССР. Наибольшую известность жевательная резинка получила в 1970—1980-е гг.

## История
Pedro производилась на одной единственной фабрике в посёлке Велим на тот момент ЧССР. Образование самой фабрики начинается очень давно, в момент, когда Чехия и Словакия еще были разделены. Название Велим фабрика получила по названию одноименного города. В 1869 году по желанию пастора евангелической церкви Юстуса Эмануэля Залатная (Justus Emanuel Szalatnay) и его супруги было предложено построить завод по производству заменителя кофе из цикория, шоколада и других сладостей. Строили завод и позже управляли им двоюродные братья Юстуса, Джозеф Густав Адольф (Josef Gustav Adolf ) и Джон Пол Залатнай (Jan Pavel Szalatnay).
С 1872 года фабрика была преобразована в акционерное общество, а в 1892 году фабрика была куплена еврейским предпринимателем Адольфом Глазером (Adolf Glaser) и его зятем. Глазер существенно расширил ассортимент выпускаемых заводом сладостей и задумался о производстве жевательной резинки. Так как он часто бывал в США и там этот продукт был уже достаточно популярен, у него родилась мысль наладить производство в Европе. Тем более, что в Европе на тот момент жвачка не производилась и отсутствие конкуренции было благоприятным фактором для этого. По неподтверждённой информации, Глейзеру не удалось получить лицензию на производство жвачки в Америки. Но все таки в 1906 году он посылает доверенное лицо, где тот получает его тайным путём, возможно, подкупом местных рабочих.
В 1910 году Велим самостоятельно осваивает рецептуру производства жвачки и впервые производит её на территории Европы. Первые партии были с нектарным и розовым вкусом, посыпанные сахарной пудрой и расфасованные в жестяных коробках. Позже компания закупает оборудование и жвачки приобретают форму пластинок, которые используются по сегодняшний день. В 1937 году на заводе уже работало до 500 человек.
С окончанием войны и вхождением страны в социалистический блок производство жвачки было прекращено под официальным предлогом вреда здоровью. Но основной причиной было то, что "образ" жвачки символизировал капиталистический режим. Несмотря на это, в 1956 году министерство здравоохранения разрешает производство жвачки для предотвращения контрабанды, так как жвачка всё-таки оставалась продуктом теневой торговли. Быстрорастущий спрос на жвачку в Чехословакии в 60-х вынуждает Velim искать пути повышения качества своей продукции, синтетическая основа жвачки гораздо хуже, чем у конкурентов из Голландии. В середине 60-х на Velim по лицензии были закуплены технологии и старое оборудование Голландской компании Maple Leaf для производства жвачки в форме кубиков с характерными бороздками, а уже в 1967-м — первый выпуск знаменитой жвачки Pedro. Первоначально она имела вкус перечной мяты, позже появились фруктовые.
В 1968 г. на заводе Velim начали массово производить жевательную резинку в характерной красной обертке с улыбающимся мальчиком в желтом сомбреро и зеленой надписью "Pedro".
В 1980 г. на завод Велим была поставлена новая линия "Дюмулен", а также упаковочные машины из Болоньи, Италия (скорость упаковки была 800-900 шт/мин). Годовое производство Pedro составляло около 800—900 тонн. Основным рынком был внутренний, экспорт был очень небольшим. Не прекратилось производство и после «бархатной революции». В 1992 г. компания была приватизирована, её приобрела швейцарская корпорация Nestlé. Производство всех видов конфет и жвачки было остановлено уже спустя через год в 1993 году. Поскольку последняя специализировалась на шоколадных изделиях, было решено прекратить производство жевательной резинки с 1994 года полностью. 
В настоящее время площадь используется несколькими небольшими компаниями..

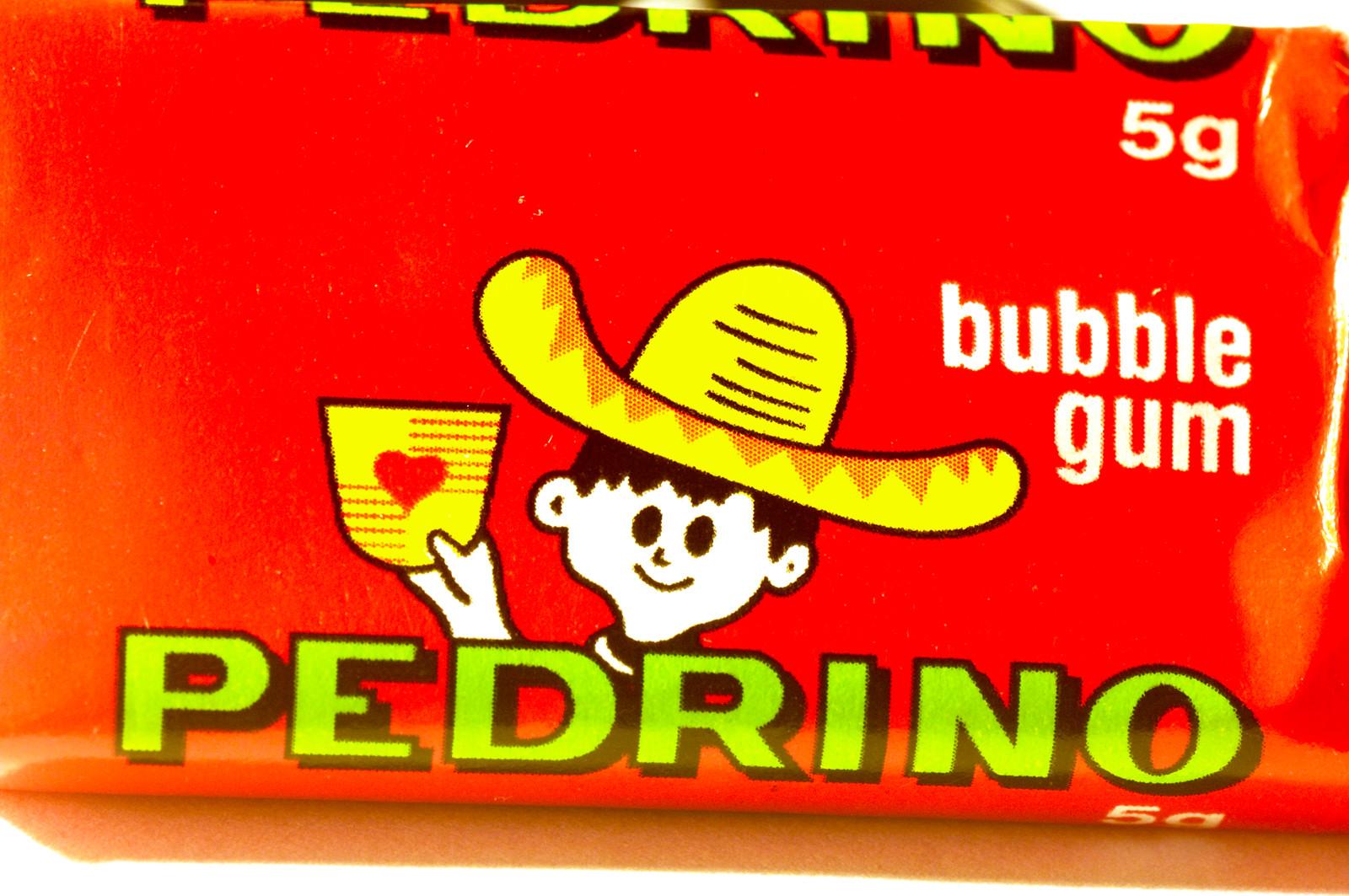
Ребрендинг Pedro

В 1994 году Velim прекращает своё существование. 
Товарный знак Pedro приобрела позднее фирма Candy Plus,. которая попыталась вернуть эту марку на чешский рынок.
В 2006 году жевательную резинку Pedro вновь начали производить в Китае под названием Pedrino, сохранив дизайн обёртки.
В настоящее время бывшие производственные помещения используется полиграфическим предприятием. 

## Интересные факты
В 30-е годы компания выпускала жвачку Hanka, которую с удовольствием жевали приверженцы модной в то время нацистской партии во главе с самим Адольфом Гитлером.

## Смотрите также
- Turbo
- Donald
- Love is...
- TipiTip